# Frontinià
Frontinià fou el primer bisbe de Girona (~516- ~517) del qual hi ha documentat el nom, malgrat que en fonts de falsos cronicons hom cita com a predecessors seus a Sant Ponç i sant Narcís (principis de segle IV) o la presència d'un bisbe de nom desconegut esmentat en un decretal d'Innocenci I dirigida al bisbe Hilari que havia estat nomenat sense el suport dels feligresos. Les fonts històriques que permeten asseverar l'existència d'aquest bisbe són les actes del Concili de Tarragona del 516 en què signà en quart lloc; i les del Concili de Girona de l'any següent. Flórez especula que el seu episcopat s'allargaria força anys fins abans del 540.